# San Felipe Pueblo
San Felipe Pueblo – jednostka osadnicza w Stanach Zjednoczonych, w stanie Nowy Meksyk, w hrabstwie Sandoval.